# Ksantos z Lidii
Ksantos z Lidii (gr. Ξάνθος) – grecki historyk tworzący w V wieku p.n.e., zaliczany do grona tzw. logografów.
Syn Kandaulesa, pochodził z miasta Sardes w Lidii. Tworzył za panowania króla perskiego Artakserksesa I. Napisał liczące 4 księgi dzieło historyczne Lydiaka (Λυδιακά), niezachowane do czasów współczesnych. Obejmowało ono historię Lidii od czasów mitycznych do upadku króla Krezusa w 546 p.n.e., a także zawierało liczne szczegóły geograficzne i etnograficzne na temat tej krainy. Według Eforosa z pracy tej korzystał Herodot. Miał także napisać rozprawę poświęconą perskim magom oraz żywot Empedoklesa.
Lydiaka stanowiła źródło informacji dla Dionizjusza z Halikarnasu, Strabona, Apollodorosa z Aten i Stefanosa z Bizancjum, a Menippos w I wieku n.e. sporządził jej skrót.